# Liste der Flughäfen in Liberia
Die Liste der Flughäfen in Liberia zeigt die zivilen Flughäfen (Stand 2020) des westafrikanischen Staates Liberia, nach Orten aufgelistet.

## Flughäfen
| Ort          | ICAO-Code | IATA-Code | Name des Flughafens           |
| ------------ | --------- | --------- | ----------------------------- |
| Butaw        |           |           | Wakefield Airstrip            |
| Dodwicken    |           |           | Dodwicken Airfield            |
| Foya Kamala  |           | GLK       | Foya Kamala Airstrip          |
| Grand Cess   | GLGC      |           | Grand Cess Airstrip           |
| Greenville   | GLGE      |           | Richard E. Murrey Aistrip     |
| Harper       | GLCP      | CPA       | Alexander Tubman Airstrip     |
| Kinjour      |           |           | Liberty Airstrip              |
| Kokoya       |           |           | Kokoya Airstrip               |
| Monrovia     | GLMR      | MLW       | James Spriggs Payne Airport   |
| Robertsfield | GLRB      | ROB       | Roberts International Airport |
| Sasstown     | GLST      | SAZ       | Sasstown Airstrip             |
| Sweaken      |           |           | Sweaken Airstrip              |
| Tapeta       | GLXX      |           | Tapeta Airstrip               |
| Tchien       | GLTN      | THC       | Tchien Airstrip               |
| Tenebu       | GLVA      | VOI       | Tenebu Airstrip               |